# N. C. Karunya
N. C. Karunya (Telugu: కారుణ్య, Hindi: कारुण्य; n. 1 de marzo de 1986, Hyderabad), es un famoso cantante y productor indio. Fue finalista en un popular programa llamado  Indian Idol (Season 2) difundido por Sony Entertainment de Televisión.

## Biografía
Karunya nació el 1 de marzo de 1986 en la ciudad de Hyderabad, perteneciente de una familia de cantantes de música clásica.] A pesar de que ha estado en formación de sus tíos y tías paternos desde la edad de los cuatro años se dedicó a la música de Carnatic, comenzó su entrenamiento intensivo bajo su tauji N. C. Murthy, a la edad de 14 años. Sus estudios y una primera incursión en la música sus especialistas fueron Brahm Prakash DAV y Kanchan Bagh. Mientras que en la escuela, solía cantar canciones devocionales Durante la reunión de la mañana. Hizo su licenciatura en Ingeniería Electrónica y Comunicaciones.

## Discografía
Interpretó temas musicales de playback para las siguientes películas como: Lage Raho Munnabhai, Ashok, Kantri, Shakti, Teenmaar, Chirutha, Orange, Sainikudu, Khaleja, Chandamama, Arundhati, Maryada Ramanna, Seema Sastry, Siddu from Sikakulam, Seema Tapakai, Dubai Seenu, Andari Bandhuvaya,Baladoorand Brahmigadi kadha.

## Premios
- Ganó el premio a la Mejor Bharathamuni Cantante Masculino de reproducción Debut.
- Ganó el premio Vamsi-Berkeley a la mejor cantante de reproducción masculino.
- Ganó el premio Nandi del Gobierno de la AP para una canción cantada por el teleserialMelukolupu.
- Además, fue distinguido como la "Estrella Naciente jóvenes de la India" por el Subsecretario General de las Naciones Unidas Tharoor, Shashi en Nueva York.
- Además, fue distinguido como "uno de los talentos poco comunes de la Industria de la música india" por la prestigiosa organización IANT de Dallas.
- Recibió Santosham revista de cine "Mejor Cantante Playback Masculino del Año 2007 'por su canción enChirutha.
- Fue nominado en el "Mejor Cantante Masculino de reproducción" en los premios Filmfare 56o por su canción "Andamaina Kalala" de la películaBaladoor.
- Ganó el "Mejor cantante plaback masculino del año" premio en la Gran Baja Zune premios llevada a cabo por 92.7 FM BIG en asociación con la ETV por su canción "Sydney" de "Orange".
- Ganó el premio Filmfare a la "Mejor cantante masculino de reproducción-telugu" en la 58 ª Filmfare al sur premios por su canción "Sada Siva" de "Khaleja"
- Ganó el premio Santosham en el "Mejor cantante masculino-2010 reproducción de" categoría de nuevo por su canción "Sada Siva" de "Khaleja"

- Datos: Q6036807